# Dvě paní Nahasapímapetilonové
Dvě paní Nahasapímapetilonové (v anglickém originále The Two Mrs. Nahasapeemapetilons) jsou 7. díl 9. řady (celkem 185.) amerického animovaného seriálu Simpsonovi. Scénář napsal Richard Appel a díl režíroval Steven Dean Moore. V USA měl premiéru dne 16. listopadu 1997 na stanici Fox Broadcasting Company a v Česku byl poprvé vysílán 7. prosince 1999 na stanici ČT1.

## Děj
Na aukci starých mládenců jsou vystavení mládenci považováni za nežádoucí a aukce nevydělá žádné peníze. Marge tedy nominuje Apua, který je ženami na aukci považován za úspěšného. Chodí na rande s mnoha ženami z města a začíná si užívat svého staromládeneckého životního stylu. Dostane však dopis od své matky z Indie, v němž mu připomene domluvený sňatek s Manjulou, dcerou rodinného přítele. Apu se nechce ženit, a tak požádá Homera o radu, který mu navrhne, aby matce řekl, že už je ženatý. O několik dní později si Apu myslí, že svatbě unikl, dokud neuvidí svou matku, jak jde směrem ke Kwik-E-Martu. Aby ho Homer kryl, řekne Apuovi, aby předstíral, že Marge je jeho manželka. 
V domě Simpsonových Marge s tímto plánem nesouhlasí, ale rozhodne se to kvůli Apuovi udělat. Zatímco je plán v plném proudu, Homer se rozhodne zůstat ve Springfieldském domově pro důchodce se svým otcem a vydává se za jeho obyvatele, Cornelia Talmadge. Homer si pobyt v domově náramně užívá, dokud se nevrátí skutečný Cornelius, načež Homer uteče, vrátí se domů a ulehne do postele k Marge. Paní Nahasapeemapetilonová vstoupí do jejich ložnice, aby se rozloučila, ale je šokována, když vidí Marge v posteli s jiným mužem a Apua na podlaze. Marge, unavená celou šarádou, donutí Apua, aby řekl matce pravdu, a ta prohlásí, že domluvený sňatek bude pokračovat podle plánu. 
Svatba se koná na zahradě Simpsonových, ale Apu si to stále rozmýšlí. Když však poprvé po letech spatří Manjulu, je šokován její krásou a důvtipem a cítí se méně zdráhavě. Dvojice se pak rozhodne, že by manželství přece jen mohlo fungovat. Homer, špatně převlečený za Ganéšu, se pokusí svatbě zabránit, ale je zahnán jedním z Apuových příbuzných. 

## Produkce
Scenárista Richard Appel navrhl Dvě paní Nahasapeemapetilonové na setkání několik let před devátou sezónou, ale v té době se to do sezóny nevešlo. Mikeu Scullymu se nápad zalíbil, a tak se rozhodl jej použít ve své první sezóně jako showrunner. Homerova podzápletka v domově důchodců byl nápad, který měl Scully už dlouho. Zápletka nemohla vydržet celou epizodu, a tak byla vměstnána do tohoto dílu.
Dražba starých mládenců vznikla pouze proto, aby poskytla další důkaz, že Apu je nejlepší starý mládenec ve Springfieldu. Appel zjistil, že se scéna „psala sama“, protože každý druhý muž ve Springfieldu je ve srovnání s Apuem v podstatě smolař. Scéna fungovala jako úvodní kulisa epizody, což je koncept, který Scully rád používal v každé epizodě. Část, v níž si Apu pořizuje několik různých účesů, původně obsahovala ještě tři další, ale nakonec byly kvůli času vystřiženy. Záběr, v němž Apuova matka padá k zemi, což je vtip, který štáb miluje, byl inspirován příhodou, kdy Moore viděl muže padat podobným způsobem, vtip byl vložen jen proto, aby Apu a Homer získali více času na vymýšlení lží. Homer píše na list papíru „Kde jsou ty lepkavé buchty?“ poté, co ho Apu požádá o radu, je jedním z oblíbených vtipů Mikea Scullyho. Před svatbou Bart podpaluje „posvátný oheň“ stránkami z Knihy písní. Původně použil stránky z Bible, ale poté, co byla scéna animována, Scully shledal tento vtip „příšerným“ a změnil název knihy na Hymny.
Hlas Apuově matce propůjčila Andrea Martinová, která svou roli natáčela v New Yorku. Chtěla, aby byl její hlas dokonalý, a tak mezi jednotlivými záběry poslouchala nahrávky Hanka Azarii, jak čte repliky pro Apua, aby se ujistila, že její hlas může reálně odpovídat hlasu Apuovy matky. Během retrospektivy do Apuova dětství se animátoři snažili neukázat Manjulu, protože ji chtěli odhalit až na konci epizody.
Štáb zkoumal domluvené hinduistické svatby a dozvěděl se o myšlenkách, jako je například lotosový květ, který se používá jako poselství, ale většina informací se ukázala „ne tak povedená, jak [autoři] doufali“, a proto od nich bylo upuštěno. Steven Dean Moore, režisér epizody, zkoumal design každého aspektu indické kultury zobrazeného v epizodě. Události na svatbě, stejně jako mnoho přítomných předmětů, byly všechny převzaty z tradičních hinduistických svatebních obřadů. V epizodě se objevily i další předměty, které byly použity při svatbě.

## Kulturní odkazy
Instrumentální skladba, která doprovází Barneyho v tombole pro svobodné mládence, je „My Guy“ od Mary Wellsové. Při Apuově rozlučce se svobodou hraje píseň od Foreigner „Hot Blooded“ a tancuje se na ni podobně jako v Riverdance. Na svatbě se zpívá indická verze písně „(They Long to Be) Close to You“ od Carpenters; na zpěv byla najata indická vokální skupina, zatímco instrumentální část napsal Alf Clausen. Během Apuova staromládeneckého flámu se nechá ostříhat v holičství Hairy Shearers, což je odkaz na člena týmu Simpsonových Harryho Shearera. Scéna, v níž Vočko přechází po jevišti a odchází z něj, aniž by přerušil krok, byla volně založena na momentu, který se odehrál během stand-up show komika Redda Foxxe. Během vystoupení v Las Vegas přišel Foxx na pódium za zvuků ústřední písně seriálu Sanford and Son a zjistil, že v publiku je jen několik lidí. Foxx reagoval rozzlobeně a odmítl vystoupit pro tak malé publikum. Poté odešel z pódia. Orchestr, zmatený Foxxovým odchodem, ho jednoduše znovu odehrál znělkou Sanford and Son. Na tento incident se odkazuje i v pozdější epizodě Kam s odpadem?, kdy je Ray Patterson znovu uveden do funkce, ačkoli odkaz se více podobá skutečné události.

## Přijetí
V původním vysílání se epizoda umístila v týdnu od 10. do 16. listopadu 1997 na 22. místě ve sledovanosti s ratingem 11,6 podle agentury Nielsen, což odpovídá přibližně 11,4 milionu domácností. Po seriálech Akta X a Tatík Hill a spol. se jednalo o třetí nejsledovanější pořad stanice Fox v daném týdnu.
Todd Gilchrist z IGN ve své recenzi DVD boxsetu označil epizodu za jednu ze svých nejoblíbenějších z deváté sezóny. Warren Martyn a Adrian Wood, autoři knihy I Can't Believe It's a Bigger and Better Updated Unofficial Simpsons Guide, ji označili za „dobrou, zábavnou epizodu“.